# IC 5025
IC 5025 ist eine Spiralgalaxie in Kantenstellung vom Hubble-Typ Scd im Sternbild Oktant am Südsternhimmel. Sie ist schätzungsweise 285 Millionen Lichtjahre von der Milchstraße entfernt.
Das Objekt wurde am 22. September 1900 vom US-amerikanischen Astronomen DeLisle Stewart entdeckt.